# 장필순
장필순(張弼順, 1963년 5월 22일 ~ )은 대한민국의 대중음악인이다. 싱어송라이터이며 대한민국 여성 포크 록의 대표로 손꼽힌다.

## 학력
- 서문여자고등학교 (졸업)
- 서울예술대학교 방송연예학과 전문학사 (졸업)

## 생애 및 경력
장필순은 서울에서 태어나 서문여자고등학교 졸업을 거쳐 서울예술대학 방송연예학과를 전문학사 학위하였다. 1982년 대학연합 창작음악써클 '햇빛촌' 1기에 참여하였고 1983년 '햇빛촌'에서 만난 김선희와 '소리두울'을 결성하여 본격적인 음악인생을 시작하였다. 들국화 등의 콘서트에 게스트 및 코러스로 활동하였으며 1984년 옴니버스 앨범 《캠퍼스의 소리》에 소리두울로 참여하였다. 1989년에 김선희의 유학으로 소리두울은 해산을 하게 되지만 같은 해 10월에 당시 김현철이 작곡한 동명의 타이틀곡이 담긴 1집 앨범 《어느새》로 데뷔하여 이름을 알리기 시작하였다.
1992년에 조동진은 동생 조동익, 동료인 조원익과 함께 하나음악을 설립했다. 이후 장필순은 소위 '조동진 사단'의 일원으로서 꾸준한 음반 취입과 공연활동을 지속해오고 있으며 '어느새', '하루', '나의 외로움이 널 부를 때', '순간마다', '동창' 등의 곡들을 발표하며 주로 통기타와 포크음악에 기반한 대한민국 여성 포크록의 대표로 손꼽힌다. 1995년에 발매된 4집에서는 본격적인 싱어송라이터로 변신하여 재즈와 일렉트로니카를 가미한 포크록을 시도하였으며 1997년과 2002년에 발매한 5집과 6집은 완성도 있는 음반으로 높은 평가를 받았다. 그러나 2003년 하나음악은 재정난으로 문을 닫았고 2005년 이후 장필순, 조동진, 조동익 등 주축 음악인들은 제주도로 삶의 터전을 옮겼다.
하나음악은 2011년에 서브 레이블 '푸른곰팡이'를 통하여 활동을 재개하였으며 장필순 또한 6집 이후 약 11년 만인 2013년 8월 28일에 7집 《SOONY SEVEN》을 발표하였다.
2002년 12월 23일 한국일보가 선정한 '올해의 베스트 5'에 장필순의 6집 《Soony6》가 2위에 선정되었다. 2007년 경향신문사와 가슴네트워크가 선정한 '한국대중음악 100대 명반'에 장필순의 5집 《나의 외로움이 널 부를 때》(1997)와 6집 《Soony6》(2002)이 각각 15위와 62위에 선정되었다. 2011년 1월, 음악웹진 100BEAT는
"2000년대 베스트 앨범 100" 국내 1위에 장필순의 6집 《Soony6》을 선정하였으며 "1990년대 베스트 앨범 100" 국내 1위에도 장필순의 5집 《나의 외로움이 널 부를 때》를 선정하였다.
현재 그는 연인 조동익과 함께 제주에서 거주하고 있다.

## 방송 진행

### 라디오
- 《밤의 창가에서》 (1995년 5월, 불교방송)

## 발표 음반

### 정규
- 《어느새》 (1989)
- 《외로운 사랑》 (1991)
- 《이 도시는 언제나 외로워...》 (1992)
- 《하루》 (1995)
- 《나의 외로움이 널 부를 때》 (1997)
- 《SOONY 6》 (2002)
- 《SOONY SEVEN》 (2013)
- 《soony eight : 소길花》 (2018)
- 《페트리코-장필순》 (2021)

### 베스트
- 1993년 11월 《장필순 BEST COLLECTION》
- 1998년 《Jang Phil Soon BEST》

### 참여 음반 및 수록곡
- 1984년 햇빛촌 1집 - 《햇살이 있는 풍경》 : 겨울로 가는 길(소리두울)
- 1984년 6월 30일 《캠퍼스의 소리》 : 바람에 실려온 마음, 종이비행기(소리두울)
- 1987년 2월 22일 《우리노래전시회 II》 : 코스모스(소리두울)
- 1988년 2월 1일 소리두울 1집 《소리두울》
- 1989년 6월 10일 《굿모닝 대통령 (O.S.T)》 : 내일이 찾아오면(오석준, 장필순, 박정운), 방랑자(장필순)
- 1990년 5월 15일 오석준 장필순 박정운 1집 - 《오석준/장필순/박정운》
- 1990년 7월 10일 《겨레의 노래1》: 자장가(장필순)
- 1991년 이무하 《고향》 : 아이들에게(이무하, 장필순)
- 1992년 9월 1일 하나옴니버스 1집 《옴니버스 - 하나 옴니버스 I》 : 그대가 울고 웃고 사랑하는 사이(장필순)
- 1993년 2월 15일 김민기 《김민기2》 : 철망앞에서(김민기, 한동준, 장필순)
- 1993년 6월 1일 하나옴니버스 3집 《옴니버스 - 하나 옴니버스 III》 : 어느새(장필순)
- 1994년 7월 안치환 3집 《Confession》 : 우리가 어느 별에서(안치환, 장필순)
- 1994년 10월 토이 1집 《내 마음 속에》 : 널 잊게 된 날부터(장필순)
- 1996년 이정식 《COLLABORATION》 : 오래된 친구, 색칠을 할까, 순간마다(장필순)
- 1996년 조동진 《조동진5》 : 넌 어디서 와(조동진, 장필순)
- 1996년 《너희가 재즈를 믿느냐 O.S.T》 : 아무도 모르게, Love Theme(1)(장필순)
- 1997년 하나음악 《겨울노래》 : 다시 눈을 뜰 수 없게 되면(장필순)
- 1999년 3월 《내 마음의 풍금 O.S.T》 : 내 마음의 풍금(한동준, 장필순)
- 1999년 6월 22일 《이소라의 프로포즈 1집》 : 제비꽃(장필순)
- 2000년 11월 17일 《Tribute To Kim Hyun Sik》 : 재회(장필순)
- 2000년 11월 17일 《김광석 Anthology 1》 : 기대어 앉은 오후에는(김광석, 장필순, 윤종신)
- 2001년 11월 하나음악 《바다》 : 다시 보고 싶어(장필순)
- 2004년 10월 5일 《아일랜드》 / MBC-TV 미니시리즈 (Island) / O.S.T : 그대로 있어주면 돼(장필순)
- 2005년 10월 14일 《새드무비 (Sad Movie) / O.S.T》 : GOODBYE, 보헤미안, 10월, 아마빌레(장필순)
- 2007년 12월 14일 두 번째 달 Monologue Project《Alice In Neverland》 : 그 여름 가장 조용한 바다(장필순)
- 2009년 4월 17일 장필순&함춘호 CCM 프로젝트 《그는 항상 내 안에 있네》
- 2011년 3월 30일 《월간 윤종신 - Monthly Project 2011 April》 : 결국 봄 (장필순)
- 2012년 9월 13일 노무현 추모 음반 《탈상: 노무현을 위한 레퀴엠》 : 그런 사람 또 없습니다 (작곡:조영수/작사:강은경/노래:장필순) (미러볼뮤직)[11]